# Джой, Альфред Хэррисон
Альфред Хэррисон Джой (англ. Alfred Harrison Joy, 1882−1973) — американский астроном.

## Биография
Родился в Гринвилле (штат Иллинойс), в 1903 окончил Гринвилльский колледж, в 1904 — Оберлинский колледжи. В 1904—1914 преподавал в Американском университете в Бейруте (Ливан), в 1914—1915 работал в Йеркской обсерватории, с 1915 — в обсерватории Маунт-Вилсон. Уйдя в отставку в 1948, продолжал исследовательскую работу в Маунт-Вилсоне до самой смерти. В 1949—1952 также преподавал в Калифорнийском технологическом институте.
Основные труды в области спектрального изучения звезд. Участвовал в выполнении обширных программ обсерватории Маунт-Вилсон по определению спектральных параллаксов 7000 звезд и по измерению лучевых скоростей свыше 5000 звезд. Использовал полученные им лучевые скорости 106 цефеид для проверки теории вращения Галактики и уточнения некоторых параметров её структуры. Определил с большой точностью среднюю величину межзвездного поглощения, направление на центр Галактики, расстояние до Солнца от центра Галактики и постоянную Оорта. Особенно важны выполненные им спектральные исследования нестационарных звезд. В 1920 открыл у Миры Кита близкий слабый спутник. Обнаружил газовое кольцо вокруг затменной двойной RV Тельца. Обнаружил, что две звезды типа U Близнецов — AE Водолея и SS Лебедя являются тесными двойными с очень короткими периодами (17 и 7 ч соответственно). Впоследствии факт тесной двойственности звезд этого типа послужил ключом к пониманию их нестационарности. Джой впервые получил спектральные и многие фотометрические характеристики звезд типа T Тельца и других звезд с эмиссионными линиями, связанных с темной диффузной материей; выполнил детальные исследования спектров переменных звезд в шаровых скоплениях, карликов класса M. Показал, что звезды типа RV Тельца разделяются на две группы — с большими и малыми пространственными скоростями. В 1904 принимал участие в работе экспедиции Ликской обсерватории в Асуане (Египет) по наблюдению полного солнечного затмения.
Член Национальной АН США (1944). Президент Тихоокеанского астрономического общества (1931, 1939).
Медаль Брюс Тихоокеанского астрономического общества (1950).
В честь учёного «законом Джоя» названа одна из закономерностей поведения солнечных пятен, а также кратер Джой на Луне.